# Taiko no Tatsujin DS Dororon! Yokai Daikessen!!
Taiko no Tatsujin DS Dororon! Yokai Daikessen!! es un videojuego musical de Nintendo DS producido por la compañía Bandai Namco, el tercero para esta consola que pertenece a la saga de Taiko no Tatsujin, en el que debemos tocar el tambor japonés taiko para seguir el ritmo de la música. El primero de la serie fue Taiko no Tatsujin DS y a diferencia de este, incorpora un modo historia tipo RPG además del preexistente modo arcade. El juego solo existe en versión japonesa, no ha sido traducido a ningún otro idioma. Fue lanzado el 1 de julio de 2010.

## Modos de juego
El juego cuenta con los dos típicos modos de juego (solo o multijugador), pero además también se le ha añadido un modo historia. Las canciones incluidas son de distintos estilos incluyendo el pop con Thriller de Michael Jackson o música clásica como la Novena Sinfonía de Beethoven, además de un variado número de canciones de dibujos animados japoneses.

### Modo libre
Toca la canción que quieras en el modo de dificultad que prefieras. Cuenta con tres modos de dificultad:
- Kantan (principiante)
- Futsuu (medio)
- Muzukashii (difícil)
- Oni (demoníaco) (desbloqueable)

### Modo Yôkai Daikessen
Nuevo y exclusivo modo historia. El protagonista, llamado Dondâ por defecto, irá recorriendo Japón junto a Ponko, la tanuki musume, combatiendo a los enemigos a base de música como en los típicos juegos de RPG, subiendo niveles, equipando nuevas ropas...